# Andrei Gaidulean
Andrei Gaidulean (rusă Андрей Сергеевич Гайдулян, n. 12 aprilie 1984, Chișinău, RSS Moldovenească, URSS) este un actor moldovean, care activează în prezent în Rusia. Este cunoscut pentru rolul său din sitcom-ul rusesc Univer.

## Biografie
Născut în Chișinău, acesta a început să se implice în teatru încă din școală. Bunicul său, Ivan Gaidulean, a participat la Bătălia de la Sevastopol. A studiat cu Serghei Tiranin la Teatrul Dramatic Rus de Stat „A. P. Cehov” din Chișinău.
În 2002 a intrat la departamentul de actorie al Institutului de Artă Contemporană din Moscova, pe care l-a absolvit în 2006. În 2007 a început să joace în serialul Univer. 
În 2015 a fost diagnosticat cu limfom Hodgkin, tratându-se în Germania. În 2016 i s-a îmbunătățit starea, întorcându-se la Moscova.
Tot din 2016 se implică în numeroase activități caritabile.

## Viața personală
În 2016 s-a căsătorit cu Diana Ochilova,, dar în 2017 au divorțat. La 3 luni după divorț, Gaidulean era într-o relație cu actrița Aleksandra Veleskevici.